# عمار بوثلجة
عمار بوثلجة ممثل تلفزي وسينمائي تونسي راحل، شارك في العديد من المسلسلات والأفلام التونسية.

## مسيرته
عُرف الفنان المسرحي عمّار بوثلجة بمساهمته الكبيرة في تأسيس فرقة الكاف المسرحية بإدارة الأستاذ المنصف السويسي، وبرز الفنان في كل إنتاجات فرقة الكاف ومن أبرزها دوره في مسرحية الهاني بودربالة الشهيرة حيث تقمص شخصية شلَيَّحْ الطريفة رفقة الفنان محمد بن عثمان في دور الهاني وخديجة السويسي في دور السيدة القياش وسعاد محاسن في دور سامية.

## أعماله

### السينما
- 2006, التلفزة جاية للمنصف ذويب

### المسرح
- الهاني بودربالة

## وفاته
توفي عمّار بوثلجة صباح 28 يونيو 2007 إثر مرض عضال لازمه مدّة طويلة.

## روابط خارجية
- عمار بوثلجة على موقع IMDb (الإنجليزية)
- عمار بوثلجة على موقع قاعدة بيانات الأفلام العربية